# Letters to Cleo
Letters to Cleo es una banda de rock alternativo procedente de Boston. En sus inicios eran una banda de ska, pero fueron evolucionando con el tiempo. Su curioso nombre procede del hecho de que Hanley tenía un amigo de correspondencia llamado Cleo cuando era joven. A menudo, las cartas que le enviaba eran devueltas. Ella las guardó en una cajita bajo su cama con la etiqueta Letters to Cleo (Cartas para Cleo). Cuando estaban buscando nombre para el grupo, se encontró con la caja y de ahí nació el nombre.
La banda está compuesta por Kay Hanley (voz y guitarra), Greg McKenna (guitarra), Stacy Jones (batería) –estos tres miembros fundadores–, junto a Michael Eisenstein (guitarra) y Joe Klompus (bajo).

## Historia
La banda se formó en 1990 y estuvo varios años tocando por Boston y alrededores, bajo el nombre de Rebecca Lula. Finalmente en 1993 lanzaron su primer LP, Aurora Gory Alice. El álbum fue bastante difundido por la región y finalmente, cuando firmaron con una discográfica mayor (Giant Records) fue lanzado a nivel mundial. Su primer sencillo con un gran éxito fue Here & Now, que se encontraba dentro de la banda sonora de la serie Melrose Place. Gracias a él aparecieron en diversos shows de televisión como el de Conan O'Brien o Jon Stewart.
Después de esto, sacaron al mercado tres discos más; Wholesale Meats and Fish en 1995, Go! (1997) y Sister (1998). El grupo también aparece en la película de 1999 Diez cosas que odio de ti, en ella uno de los personajes principales era fan de la banda. Contribuyeron con tres canciones a la banda sonora de la película, un tema original y dos covers. La banda se disolvió un año después, y los integrantes siguieron sus correspondientes carreras en solitario. Como dato curioso el baterista Stacy Jones pasó a ser baterista de la banda de grunge de Chicago Veruca Salt, más tarde abandonaría esta banda para ser vocalista de American Hi Fi.

### Reunión
En septiembre del 2008, fue lanzado un comunicado a la prensa anunciando la reunificación de la banda, realizando una pequeña gira a finales del 2008.
La banda se reunió en 2016, lanzando el EP Back to Nebraska el 14 de octubre del mismo año.

## Miembros
| Miembros actuales - Kay Hanley – voces, guitarra rítmica (1990–2000, 2008–2009, 2014, 2016–presente) - Greg McKenna – guitarra principal, coros (1990–2000, 2008–2009, 2014, 2016–presente) - Stacy Jones – batería, percusión (1990–1997, 2008–2009, 2014, 2016–presente) - Michael Eisenstein – guitarra rítmica, teclados, coros (1992–2000, 2008–2009, 2014, 2016–presente) - Joe Klompus – bajo, coros (2008–2009, 2016–presente) | Miembros anteriores - Tom Polce – batería, percusión, coros (1997) - Jason Sutter – batería, percusión (1997–2000) - Jon Olson – bajo (1990) - Scott Riebling – bajo, coros (1992–2000) |

## Discografía
Álbumes de estudio
| Año  | Detalles | Listas | Listas  |
| Año  | Detalles | US 200 | US Heat |
| ---- | --- | ------ | ------- |
| 1993 | Aurora Gory Alice - Lanzamiento: 12 de febrero de 1993 - Sello: CherryDisc, Giant - Formato: CD, casete      | 123    | 3       |
| 1995 | Wholesale Meats and Fish - Lanzamiento: 1 de agosto de 1995 - Sello: CherryDisc, Giant - Formato: CD, casete | 188    | 11      |
| 1997 | Go! - Lanzamiento: 21 de octubre de 1997 - Sello: Revolution, Warner - Formato: CD, casete                   | —      | 45      |

EPs
- Letters to Cleo (1990, Rebbecca Lula)[4]
- Sister (1990, Rebbecca Lula) – Relanzado como una compilación de rarezas en 1998, por Wicked.
- Back to Nebraska (2016, Dot Rat) – #22 US Heat
- OK Christmas 12" (2019, Dot Rat)

Álbumes compilatorios
- When Did We Do That? (2008, Dot Rat)
- From Boston Massachusetts (2009, Dot Rat)

Singles
| Año  | Canción                                    | Chart              | Chart             | Chart           | Chart                 | Chart             | Álbum                      |
| Año  | Canción                                    | Modern Rock Tracks | Billboard Hot 100 | Hot 100 Airplay | Hot 100 Singles Sales | Top 40 Mainstream | Álbum                      |
| ---- | ------------------------------------------ | ------------------ | ----------------- | --------------- | --------------------- | ----------------- | -------------------------- |
| 1992 | "Here & Now"/"Rim Shack"                   | –                  | –                 | –               | –                     | –                 | Aurora Gory Alice          |
| 1995 | "Here & Now"/"Big Star"                    | 10                 | 56                | 72              | 69                    | 40                | Aurora Gory Alice          |
| 1995 | "Awake"/"Acid Jed"                         | 17                 | 88                | –               | –                     | –                 | Wholesale Meats and Fish   |
| 1996 | "Dangerous Type"                           | –                  | –                 | –               | –                     | –                 | The Craft                  |
| 1997 | "Anchor"/"Never Tell"                      | –                  | –                 | –               | –                     | –                 | Go!                        |
| 1999 | "I Want You to Want Me"/"Cruel to Be Kind" | –                  | –                 | –               | –                     | –                 | 10 Things I Hate About You |

Otros singles
- Demon Rock (1995, Giant)
- Co-Pilot (1996, Revolution)